# Ólafur Kristjánsson
Ólafur Helgi Kristjánsson (20 maggio 1968) è un allenatore di calcio ed ex calciatore islandese di ruolo difensore.

## Palmarès

### Giocatore

#### Competizioni nazionali
- 1. deild karla: 1

FH Hafnarfjörður: 1988

### Allenatore

#### Competizioni nazionali
- VISA-bikar: 1

Breiðablik: 2009
- Campionato islandese: 1

Breiðablik: 2010
- Coppa di Lega islandese: 1

Breiðablik: 2013